# Ловренц-на-Похорю
Ловренц-на-Похорю (словен. Lovrenc na Pohorju) — поселення в общині Ловренц-на-Похорю, Подравський регіон‎, Словенія.